# Stazione di Goodmayes
La stazione di Goodmayes è una stazione ferroviaria situata lungo la Great Eastern Main Line, a servizio del quartiere di Goodmayes nel borgo londinese di Redbridge.

## Storia
La stazione è stata aperta nel febbraio del 1901 dalla società ferroviaria Great Eastern Railway lungo la Great Eastern Main Line che collega la Stazione di Liverpool Street con Norwich.
Storicamente, la stazione era un'estesa stazione di smistamento per il traffico delle merci; questa è però caduta in disuso a seguito dell'ammodernamento delle ferrovie attuato da Richard Beeching nel 1963. L'area è stata smantellata e, successivamente, occupata dal Goodmayes retail park, che comprende vari grandi magazzini tra cui il Tesco Extra aperto 24 ore.

## Movimento
L'impianto è servito dai treni in servizio sulla Elizabeth Line, gestiti da Transport for London.

## Interscambi
Nelle vicinanze della stazione effettuano fermata alcune linee urbane automobilistiche, gestite da London Buses; tra queste vi è la linee di autobus a transito rapido della East London Transit EL3, che collega la stazione e il quartiere di Goodmayes con Little Heath e Barking.
- Fermata autobus
- Stazione taxi[3]